# Szadek
Szadek é um município da Polônia, na voivodia de Łódź e no condado de Zduńska Wola. Estende-se por uma área de 17,93 km², com 1 979 habitantes, segundo os censos de 2016, com uma densidade de 110,4  hab/km².